# История Потсдама
История Потсдама охватывает период продолжительностью в более чем тысячу лет. Зарождение города ознаменовалось борьбой проживавшего на этой территории славянского населения против Священной Римской империи, закончившейся окончательной победой Альбрехта Медведя в 1150 году. Последовавшие столетия город оставался небольшим населённым пунктом, не имевшим надрегионального значения. Дальнейшее развитие города в значительной мере определил выбор, который сделал Великий курфюрст, назначив Потсдам резиденцией правителей Бранденбурга и Пруссии (1660—1918). По окончании Второй мировой войны в потсдамском дворце Цецилиенхоф состоялась Потсдамская конференция, закрепившая раздел Германии на оккупационные зоны. После воссоединения Германии в 1990 году Потсдам получил статус столицы новой федеральной земли Бранденбург.

## Основание

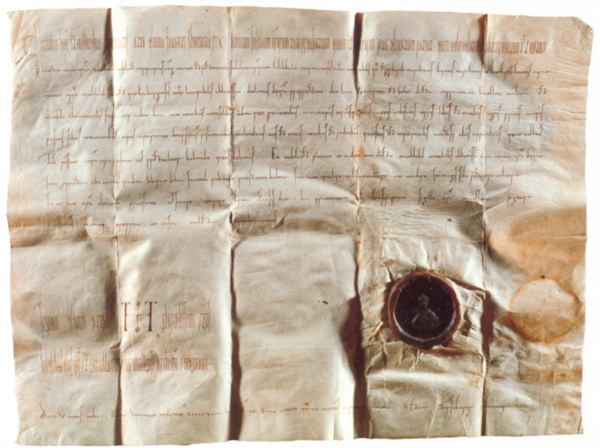
Дарственная грамота 993 года

В ходе Великого переселения народов начиная с IV в. свевы (приэльбская ветвь германского племени семнонов) практически в полном составе покинули свою родину на Хафеле и Шпрее и двинулась в направлении Верхнего Рейна. В VI и VII веках на обезлюдевших территориях стали расселяться славяне. В это время славянское племя гавелян возвело у места впадения притока Нуте в Хафель крепостные сооружения. Впервые эта местность упоминается как «Poztupimi» в дарственной грамоте императора Священной Римской империи Оттона III, датированной 3 июля 993 года. Согласно этому документу Отто подарил эту местность своей тётке, аббатиссе Кведлинбургского аббатства Матильде. Однако документ скорее всего оказался бесполезным: восстанием славян в 983 году немцы были вытеснены к берегам Эльбы. В грамоте упоминаются местности «Poztupimi et Geliti» — нынешние Потсдам и Гельтов. Происхождение названия доподлинно неизвестно: по одной из версий это «pod stupa», что означает «под дубами», по другой — это славянское имя собственное «Postapim».
Значение территории, где находится Потсдам, заключено прежде всего в реке Хафель, хотя сам город находился вдали от торговых путей в окружении воды и болот. Жители занимались преимущественно земледелием, животноводством и рыболовством.

## Средние века

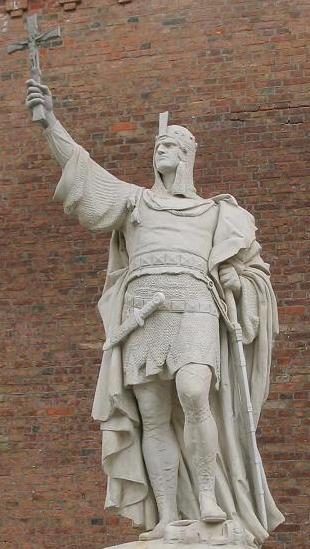
Альбрехт Медведь основал в 1157 году Бранденбургскую марку

В последующие годы Священная Римская империя с большей решительностью продолжала свою деятельность по захвату славянских земель. Лишь в 1150 году Альбрехту Медведю удалось окончательно подчинить себе Потсдам. В 1157 году он основал Бранденбургскую марку и тем самым стал первым маркграфом Бранденбурга. Благодаря Альбрехту Северная марка фактически вошла под названием Бранденбургская марка в состав Священной Римской империи. На Хафеле приблизительно в 700 м от славянской крепости немцы построили новую каменную крепость с башней. Бывшая славянская крепость при этом была сохранена. В 1304 году Потсдам впервые упоминается как «городок».
В 1317 году Потсдам впервые упоминается в документах как крепость и город с названием «Postamp». В 1345 году Потсдам получил права города и продолжал при этом длительное время оставаться лишь небольшим городским рынком. С 1416 года и до окончания Первой мировой войны и последовавшей за ней ликвидацией монархии в Германии Потсдамом владели Гогенцоллерны. Два крупных пожара XVI века нанесли городу большой ущерб. Городские кварталы часто отдавались под залог и меняли владельцев. В 1573 году в Потсдаме было 192 дома, в которых проживало 2 тысячи человек. Количество сохранившихся исторических документов, относящихся к периоду до XVI веку, относительно невелико, многие из них были утеряны во время пожаров, да и город не имел существенного значения.

## Город-резиденция

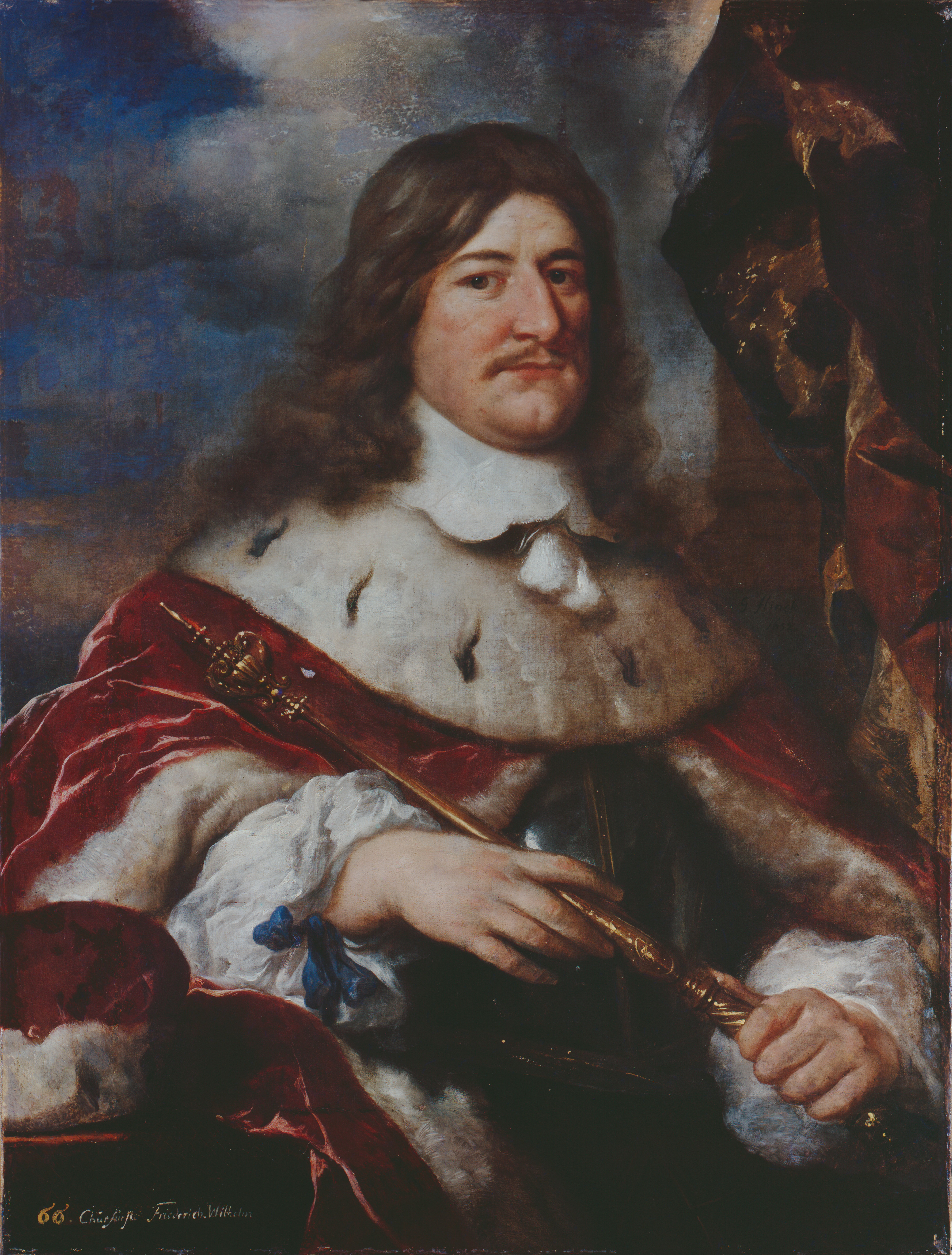
Великий курфюрст Фридрих Вильгельм выбрал Потсдам своей резиденцией в 1660 году

### Потсдам при Великом курфюрсте
Абсолютизм в Бранденбурге начался с ограничений, наложенных на поместное дворянство Великим курфюрстом Фридрихом Вильгельмом на ландтаге в 1653 году. Время его правления стало самым значимым для истории Бранденбурга и Потсдама. Задумав превратить Потсдам в свою вторую резиденцию после Берлина, Великий курфюрст выкупил заложенные городские кварталы. Благодаря этому событию Потсдам получил толчок в своём развитии, выразившийся, в частности, в перестройке старой крепости в Городской дворец и благоустройстве окружающей территории. Выбор, павший на Потсдам, объясняется несколькими причинами. Почти нетронутая природа и богатые охотничьи угодья обеспечивали курфюрсту все возможности для того, чтобы предаваться своему увлечению охотой. Кроме того, здесь отсутствовала сильная буржуазия, которая могла бы противостоять двору.

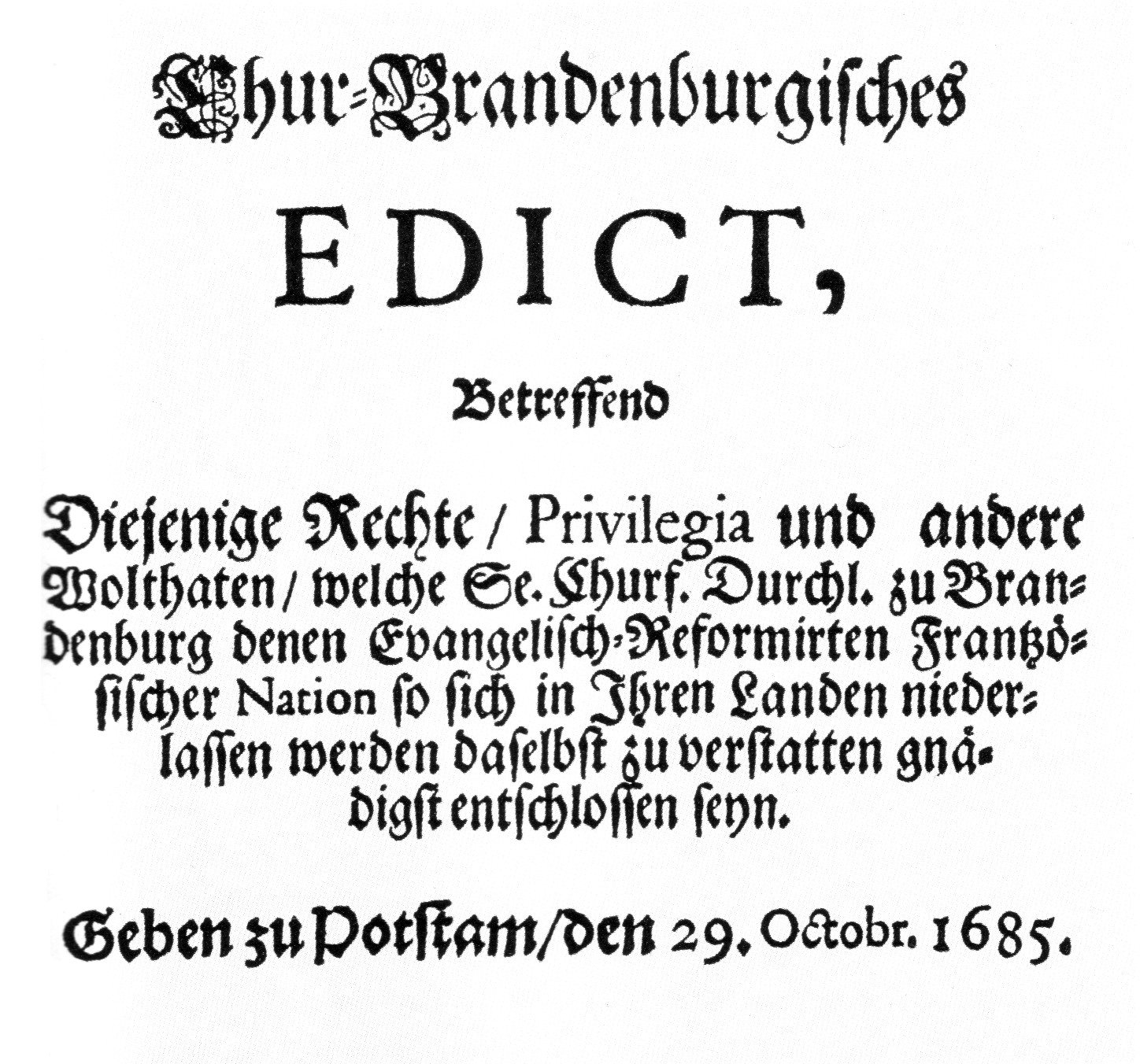
Потсдамский эдикт 1685 года привёл к стремительному росту численности населения после Тридцатилетней войны

После разрушительной Тридцатилетней войны в 1660 году в Потсдаме пустовало 119 из 198 домов. Население города составляло всего лишь 700 человек. Благодаря иммигрантам, появившимся в Потсдаме после издания Потсдамского эдикта о веротерпимости 1685 года, город стал заново заполняться людьми. Под защиту курфюрста Бранденбурга бежали преимущественно преследуемые во Франции гугеноты. Предложением переехать в Бранденбург воспользовалось около 20 тысяч человек, которые своими профессиональными умениями обеспечили рост экономики своей новой родины. Французская культура также оказала влияние на развитие литературы и архитектуры. В 1719 году в Потсдаме появился французский квартал на 50 домов. Сам квартал был разрушен во время Второй мировой войны, сохранилась лишь Французская церковь, которая является самой древней из сохранившихся церквей в историческом центре Потсдама. Среди известных потомков гугенотов — писатель Теодор Фонтане, архитектор Карл фон Гонтард и действующий руководитель Ведомства федерального канцлера Томас де Мезьер.

### Эпоха «короля-солдата»
При «короле-солдате» Фридрихе Вильгельме I Потсдам развивался вширь. Король решил полностью перевести свои батальоны из Кёнигс-Вустерхаузена в город, и для этого потребовалось место. Временно войска размещались по домам местного населения. Каждый из домов был обязан взять на постой от двух до шести солдат и оплачивать не только их пропитание, но и обмундирование. Расширение территории города проходило в два этапа, начиная с 1720 года к северу от Старого города вокруг Городского дворца Потсдама. Фасады новых домов оформлялись по указанию экономного короля очень скромно. Внешней границей города стала городская стена, некоторые ворота которой сохранились и по настоящее время (например, Бранденбургские ворота, Науэнские ворота). Таким образом, наёмным солдатам, известным как «рослые парни», сложнее было дезертировать. Примечательно, что новые городские кварталы Потсдама имели чёткую структуру улиц: если посмотреть на них сверху, они напоминают шахматную доску. Три новые церкви — церковь Святого Духа, Николаикирхе и гарнизонная церковь также образуют прямую линию.

### Потсдам при Фридрихе Великом

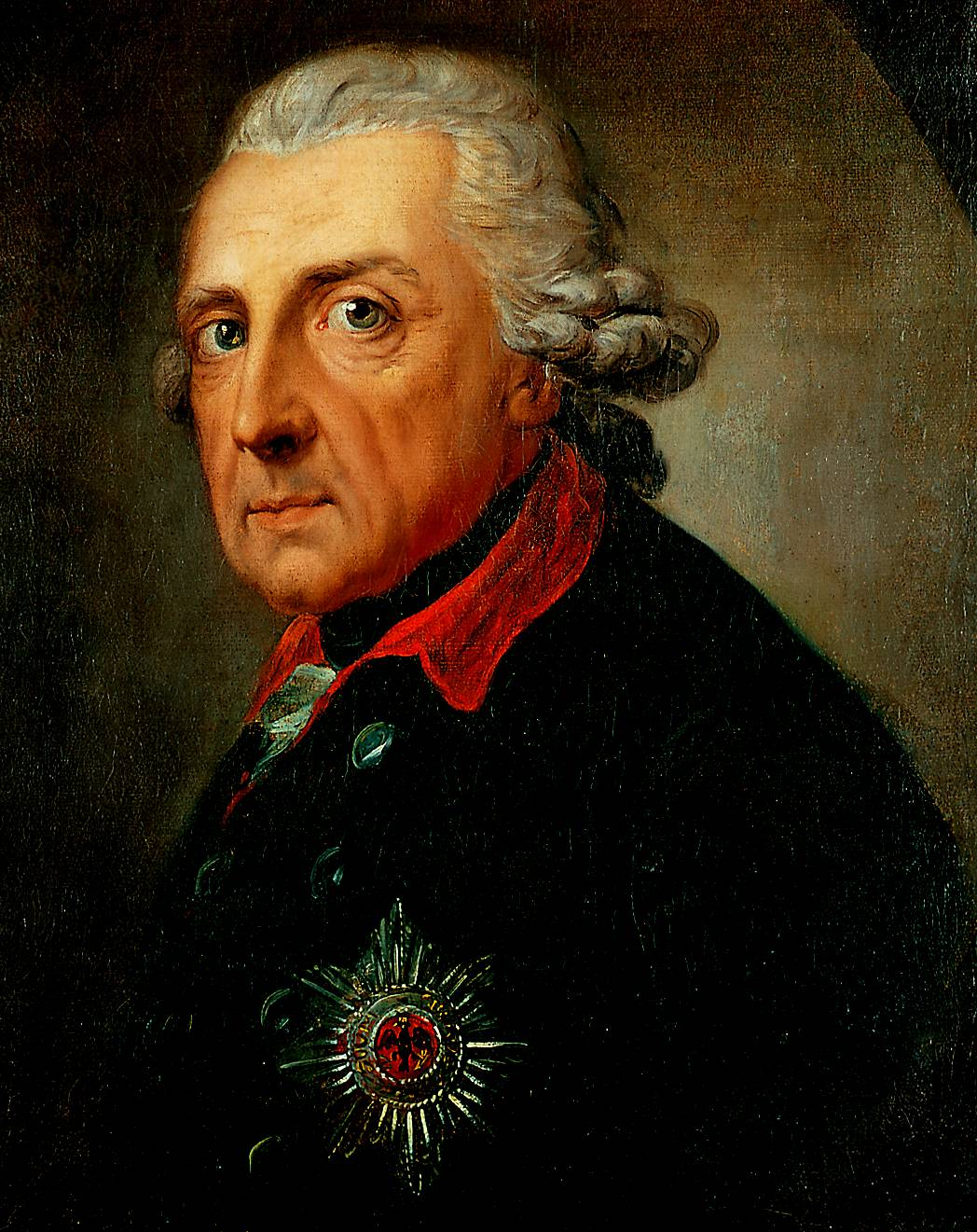
Просвещённый монарх Фридрих Великий

Влияние Фридриха Великого на судьбу города-резиденции Потсдама отразилось преимущественно в художественной и архитектурной области. В 1745 году по его указанию появились барочные фасады на главных улицах города, обеспечившие городу роскошный внешний вид, который ещё улучшился благодаря реконструкции Городского дворца и новому облику Старой рыночной площади Потсдама. В это же время на северо-западе города шло строительство любимого дворца Фридриха II Сан-Суси. На окружающих Сан-Суси холмах был разбит дворцовый парк, украшенный архитектурой фридерицианского рококо. Потсдам превратился наряду с Берлином в крупный культурный центр Пруссии. По приглашению короля философ Просвещения Вольтер прибыл в Сан-Суси в 1750 году и получил высокооплачиваемую должность королевского камергера, став почётным гостем короля.

## Потсдам в XIX веке
В ночь с 21 на 22 октября 1806 года войска Наполеона приблизились к Потсдаму. Французская оккупация отбросила город в его развитии на многие годы назад. Наполеон побывал у гроба Фридриха Великого в гарнизонной церкви Потсдама. Сохранилось его изречение по этому поводу: «Если бы он ещё был жив, меня бы здесь не было».
В 1815 году Фридрих Вильгельм III приступил к преобразованию города в административный центр. В Потсдаме поселились многочисленные правительственные чиновники. В 1838 году была запущена в эксплуатацию первая железная дорога Пруссии, соединившая Потсдам с Берлином.
Усиливающееся напряжение Домартовского периода разрядилось в Мартовскую революцию 1848 года. В соседнем Берлине народ сражался на баррикадах за либеральную конституцию. 29 марта король переехал в более тихий Потсдам, но 12 сентября революция перекинулась на Потсдам. Взбунтовавшиеся солдаты собирались у Нового дворца на митинги. Восстание было подавлено элитными войсками Пруссии при попытке солдатов освободить своих арестованных товарищей. «Потсдамский бунт» стал лишь кратким эпизодом революции в Германии.

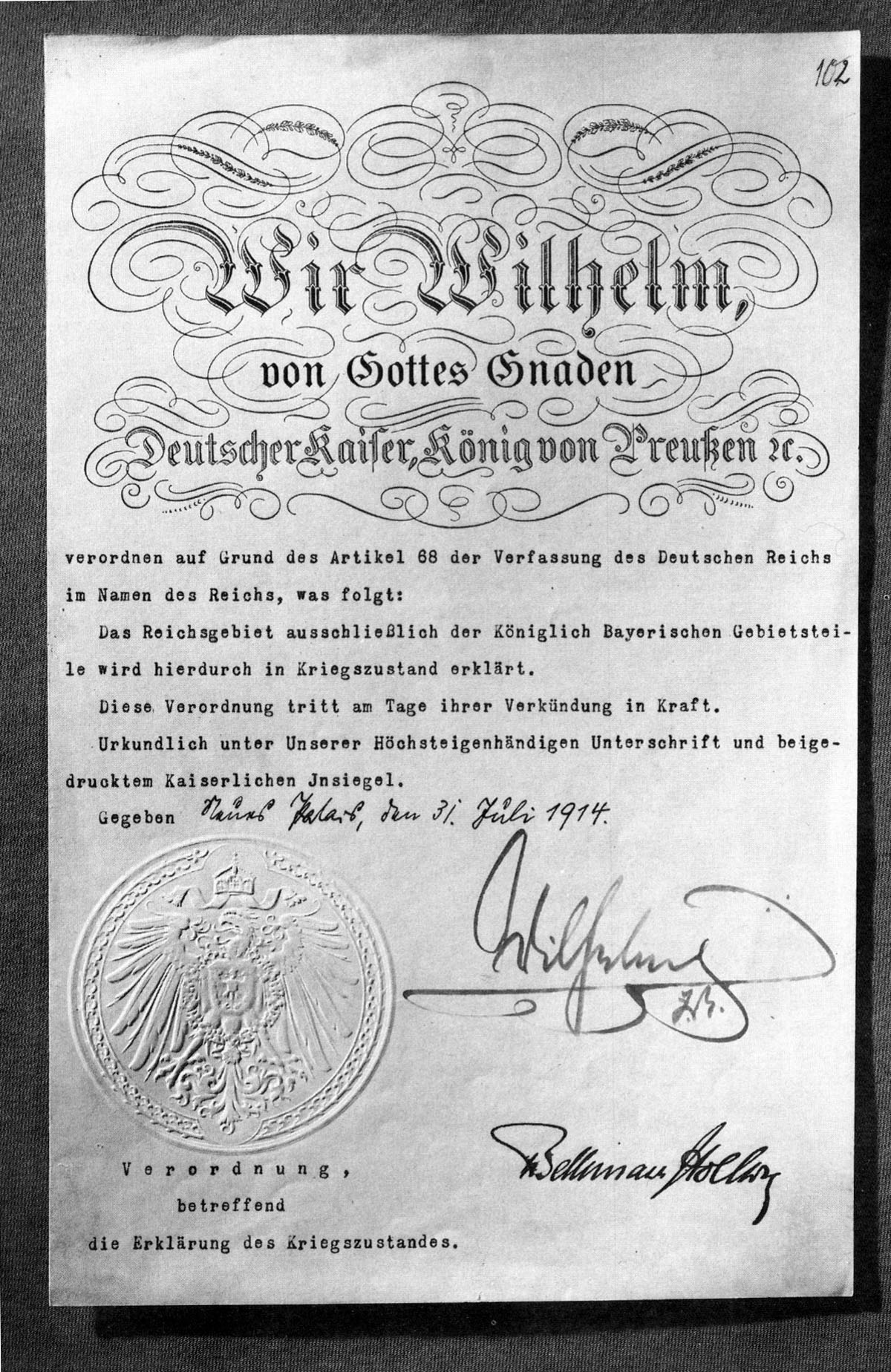
Указ об объявлении войны в 1914 году

После смуты не имевшей итогов революции основной целью стала реставрация старых властных отношений. Было реализовано большое количество крупных архитектурных проектов, как, например, Николаикирхе (1850) и католическая церковь Святых Петра и Павла (1867). И сегодня эти высокие сооружения определяют вид города. 1888 год вошёл в историю Германии как год трёх кайзеров. Умершему 9 марта Вильгельму I наследовал его страдавший раком гортани сын Фридрих Вильгельм (кайзер Фридрих III), умерший 15 июня спустя 99 дней своего правления. Впервые в Германии беспроводной телеграф был использован в 1897 году для связи между церковью Спасителя в порту Закрова и станцией Конгнаэс на Глиницком мосту (около 1,6 км). В 1911 году в потсдамском Пиршхайде открылся порт для дирижаблей площадью в 25 га. Амбициозным планом изобретателя дирижаблей графа Фердинанда фон Цеппелина предусматривалось строительство европейского центра воздухоплавания. Ещё в 1912 году был построено здание аэровокзала. С 1914 года велось строительство дирижаблей военного назначения, в 1917 году производство было остановлено, а в 1920 году здание аэровокзала было снесено.
В 1914 году последний король Пруссии и германский император Вильгельм II подписал в потсдамском Новом дворце указ об объявлении войны государствам Антанты. После Первой мировой войны эпоха монархии завершилась Ноябрьской революцией, и Вильгельм II бежал в Голландию. Город Потсдам с этого момента окончательно потерял свой статус города-резиденции.

## Веймарская республикаинацистский период

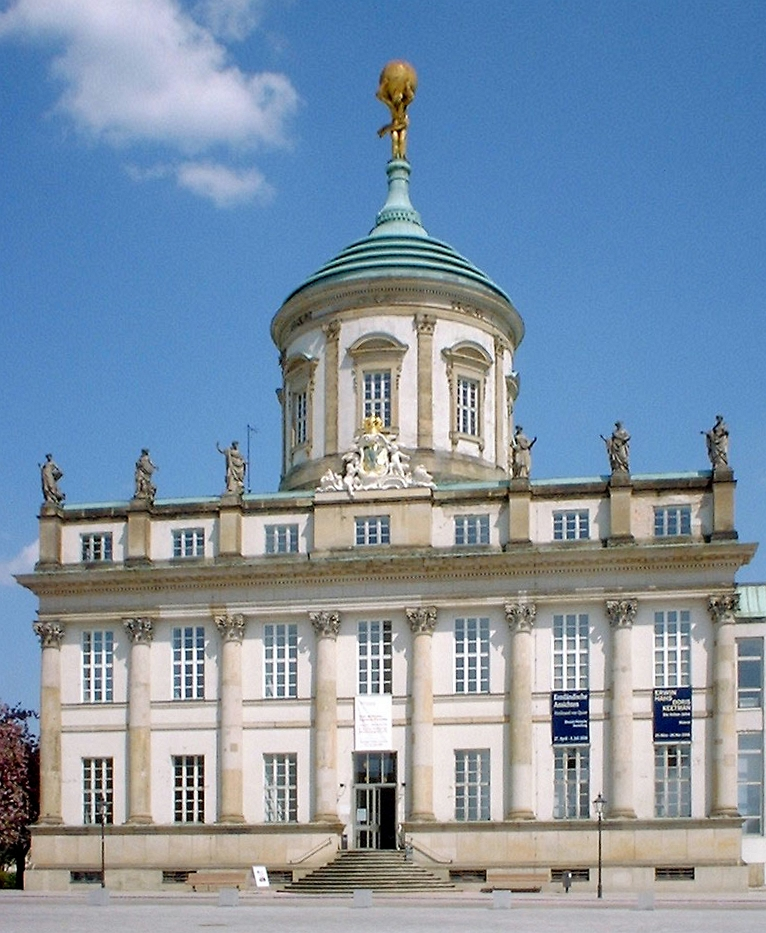
Старая ратуша в центре города с позолоченной статуей Атланта

Проигранная война ещё более усугубила ситуацию в Германии. Дворцы и земли Гогенцоллернов были конфискованы новым правительством и в 1926 году после долгих судебных разбирательств между прусским государством и домом Гогенцоллернов в конечном итоге большей частью перешла в собственность государства.
Начало эпохи национал-социализма ознаменовалось «Днём Потсдама» 21 марта 1933 года. Рейхспрезидент Пауль фон Гинденбург пожал руку новому рейхсканцлеру Адольфу Гитлеру, что стало символом единения старого уклада с национал-социализмом. Учредительное заседание рейхстага прошло в отсутствие социал-демократов и коммунистов в потсдамской гарнизонной церкви. Рейхстаг после пожара не мог принять депутатов. Это событие широко освещалось по радио.
14 апреля 1945 года в самом конце Второй мировой войны центр Потсдама пострадал от бомбардировок союзнических войск. Главной целью обстрела был центральный вокзал города, однако фактически был разрушен весь Старый город. Наиболее значимые здания в его южной части были полностью уничтожены пожаром. Вскоре после этой бомбардировки национал-социалисты объявили Потсдам крепостью, чтобы лишить приближавшуюся Красную армию возможности продвигаться к Берлину. Железнодорожный мост у центрального вокзала и Глиникский мост были взорваны. Из повреждённых железнодорожных вагонов воздвигались баррикады, а в Николаикирхе и церкви Святого Духа разместились наблюдательные посты. В последние дни войны эти башни обстреливались советской артиллерией. Башня церкви Святого духа выгорела дотла, а разрушения Николаикирхе были ликвидированы лишь спустя 36 лет после войны. 27 апреля 1945 года Потсдам был взят советскими войсками, и война для города закончилась.

## Разделённая Германия

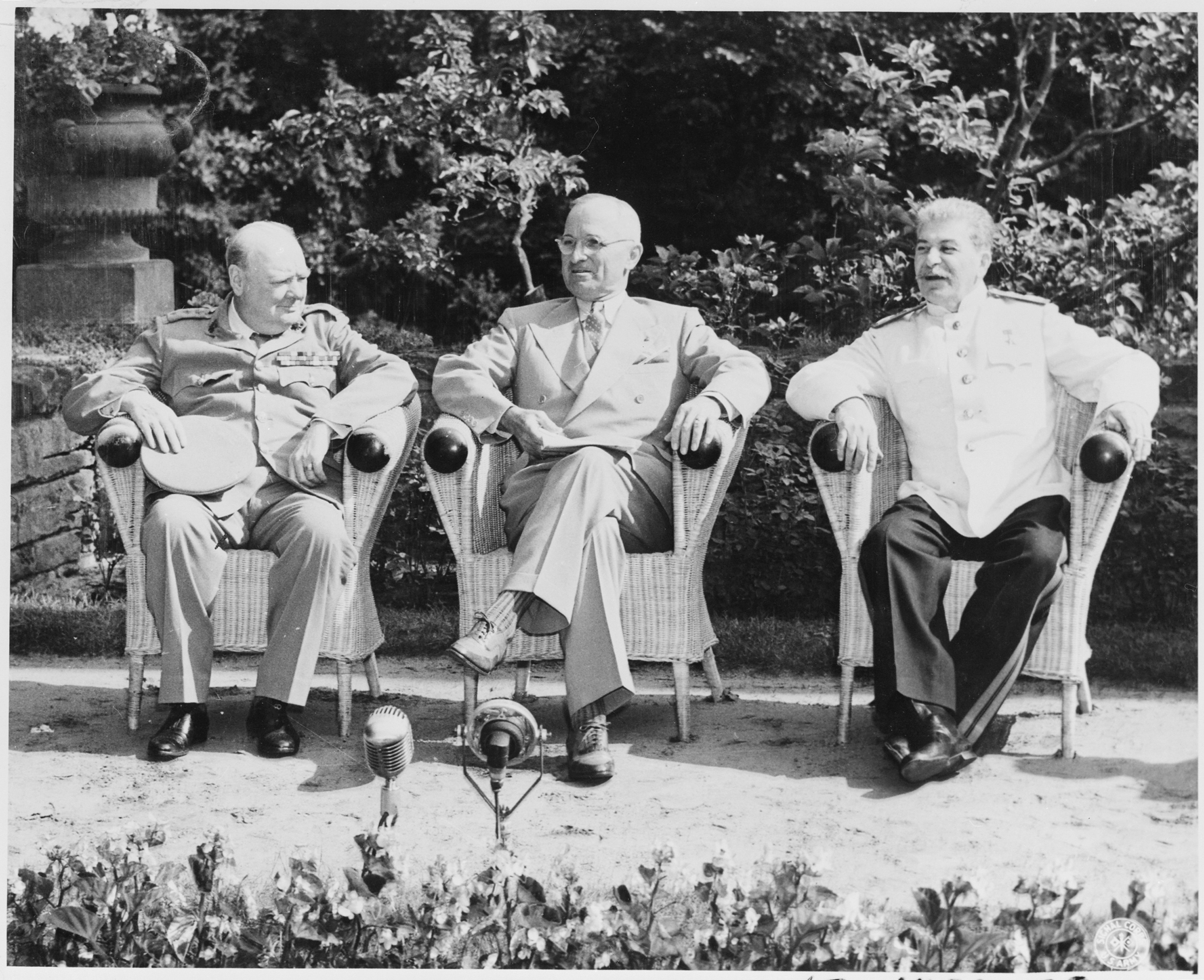
Потсдамская конференция во дворце Цецилиенхоф: Уинстон Черчилль, Гарри С. Трумэн и И. В. Сталин

Во дворце Цецилиенхоф, резиденции последнего кронпринца Германии Вильгельма Прусского, с 17 июля по 2 августа 1945 года проходила Потсдамская конференция держав-победительниц во Второй мировой войне. По результатам переговоров было принято Потсдамское соглашение, закрепившее раздел Германии на четыре оккупационные зоны.
В новом государстве ГДР Потсдам получил статус административного центра нового округа Потсдам. 25 июля 1952 года ландтаг земли Бранденбург единодушно принял Закон «О мерах по изменению государственной структуры ГДР», которым предусматривалось выделение на территории земли трёх округов: Потсдам, Франкфурт-на-Одере и Котбус.
Отношение социалистического правительства к наследию Пруссии носило двойственный характер. С одной стороны, признавались культурные и художественные заслуги. Портреты прусского архитектора Карла Фридриха Шинкеля и государственного деятеля Вильгельма фон Гумбольдта украсили первые памятные монеты ГДР. Однако многочисленные архитектурные творения считались отражением милитаризма и преимущественно шли под снос. Так была навсегда утеряна историческая застройка многих улиц; исключение составляет сохранившаяся поныне улица Вильгельма Штааба (нем. Wilhelm-Staab-Straße). В первые послевоенные годы новые здания возводились в соответствии со стилем города, однако позднее в целях экономии преимущественно строились более дешёвые панельные дома, как, например, в новых кварталах на юге города: Шлаац, Вальдштадт и Древиц.

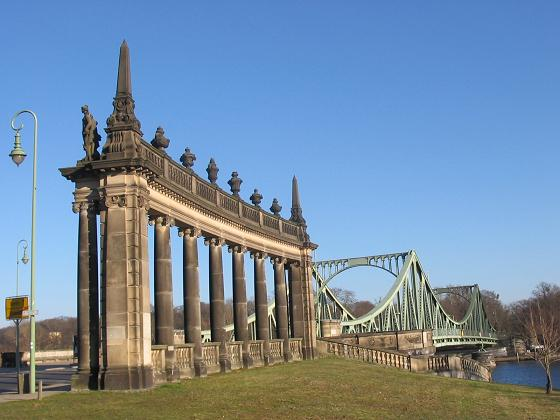
На Глиникском мосту во времена ГДР и ФРГ проходил обмен шпионами

Знаменитая во времена Третьего рейха киностудия «Бабельсберг» в одноимённом районе Потсдама была преобразована в ГДР в «Deutsche Film AG». Здесь снимались не только пропагандистские, но и развлекательные фильмы, как, например, «След камней» (нем. Spur der Steine) с участием Манфреда Круга. На главной киностудии ГДР было снято более 700 художественных и 160 детских фильмов. Фильм «Якоб-лжец» производства киностудии «ДЕФА» номинировался в 1974 году на премию «Оскар».
В 1949 году ГДР провозгласила своей столицей Восточный Берлин. В 1961 году Берлинская стена отделила Потсдам от Западного Берлина. В Бабельсберге в изоляции сохранялся маленький западный эксклав Штайнштюккен. Пограничный переход на Глиникском мосту во времена холодной войны использовался для обмена захваченными агентами спецслужб. В 1962 году здесь произошёл известный обмен Рудольфа Абеля на американского пилота Фрэнсиса Гэри Пауэрса. Непосредственно после падения стены в 1989 году Глиникский мост, «мост Единства», стал вновь доступен для передвижения населения.

## Новейшее время
В ходе воссоздания на территории бывшей ГДР федеральных земель Потсдам стал столицей Бранденбурга. Одновременно стали появляться проекты по реконструкции отдельных разрушенных архитектурных памятников города — гарнизонной церкви или Городского дворца. Ещё в 1990 году часть культурного ландшафта Потсдама была внесена в список Всемирного наследия ЮНЕСКО. Официальное празднование тысячелетия Потсдама проводилось в 1993 году. Засыпанный в 1963 году Городской канал был частично восстановлен по своему старому руслу. В 2001 году в Потсдаме под девизом «Садовое искусство: вчера и завтра» проходила общегерманская выставка садоводов. В 2004 году город получил золотую медаль по итогам конкурса «Наш город расцветает». Наряду с другими 16 городами Потсдам претендовал на титул культурной столицы Европы 2010 года, но победа досталась городу Эссен.